# France 5
France 5 este un post de televiziune francez, care face parte din grupul France Télévisions, alături de France 2, France 3 și France 4. Prezentând în principal programe educaționale, sloganul canalului este La chaîne de la connaissance et du savoir. Anterior, postul a transmis programele postului de televiziune franco-german Arte între orele 19:00 și 3:00 în dimineața următoare.

## Istorie
A fost lansat la 28 martie 1994 ca Télé émploi, la mai bine de un an după prima rețea privată de televiziune din Franța. La Cinq a suferit un colaps financiar și și-a încetat emisia pe 12 aprilie 1992. La Cinquième s-a lansat pe 13 decembrie 1994 cu un mix de programe educaționale.
Orele de difuzare a canalului France 5 a fost extins la 24 de ore, 7 zile pe săptămână. Transmițătoarele analogice au fost oprite în 2011. 

## Subsidiar
- La Cinquième Développement - fostă companie, ce era responsabil cu gestionarea serviciilor de telefonie Minitel, Internet și Teletext, și comercializează o selecție de producții pe toate mediile.